# Еріх-Генріх Клосснер
Еріх-Генріх Клосснер (нім. Erich-Heinrich Clößner; нар. 17 вересня 1888, Гіссен, Гессен — пом. 28 березня 1976, Констанц, Баден-Вюртемберг) — німецький воєначальник часів Третього Рейху, генерал від інфантерії (1942) Вермахту. Кавалер Лицарського хреста Залізного хреста (1940). Учасник Першої та Другої світових війн.

## Біографія
Військова кар'єра
- 14 березня 1907 — лейтенант
- 18 грудня 1914 — оберлейтенант
- 5 жовтня 1916 — гауптман
- 1 грудня 1929 — майор
- 1 квітня 1932 — оберстлейтенант
- 1 червня 1934 — оберст
- 1 жовтня 1937 — генерал-майор
- 1 жовтня 1939 — генерал-лейтенант
- 16 березня 1942 — генерал від інфантерії

Еріх-Генріх Клосснер народився 17 вересня 1888 року у містечку Гіссен у Великому герцогстві Гессен Німецької імперії. 14 березня 1907 року поступив на військову службу лейтенантом до 160-го Рейнського піхотного полку у Бонні. З 1 жовтня 1911 року ад'ютант батальйону.
З початком Першої світової війни у складі полку брав участь у боях на Західному фронті. 10 вересня 1914 року дістав поранення, тривалий час лікувався і тільки 25 квітня 1915 року повернувся на фронт до запасного батальйону свого полку. В подальшому служив на штабних та командних посадах на Західному фронті.
У міжвоєнний час Е.-Г. Клосснер служив у II військовому окрузі, потім у штабі 2-ї дивізії рейхсверу, згодом став командиром роти 5-го прусського піхотного полку. Звідсіля переведений до штабу 1-го командування групи, далі посідав різні посади у Веймарській республіці. З приходом до влади нацистів залишився у лавах збройних сил. У 1938 році після аншлюсу Австрії став головним генеральним інспектором Інсбрука.
15 жовтня 1939 року Е.-Г. Клосснер отримав посаду командира 25-ї піхотної дивізії, на чолі якої бився у Франції. З 15 листопада 1940 року дивізію переформували на 25-у моторизовану дивізію, якою він керував у ході німецького вторгнення до Радянського Союзу. Бився на південному напрямку наступу вермахту під Дубном, на Західній Україні, під Уманню, за Київ.
15 січня 1942 року призначений командиром LIII армійського корпусу. З квітня 1943 року керував 2-ю танковою армією, але у серпні через поразки в битві на Курській дузі відсторонений від посади та переведений до резерву фюрера. 15 жовтня 1943 року знову став командиром корпусу — цього разу IX армійського корпусу 3-ї танкової армії генерал-полковника Г.-Г. Райнхардта, що діяв на вітебському напрямку, але вже в грудні переведений до резерву. Надалі до кінця війни не займав високих посад, служив у штабі групи армій «F», Верховному головнокомандуванні сухопутних військ, Імперському міністерстві народної освіти та пропаганди.
Взятий у полон після завершення воєнних дій у Європі, але вже в 1947 році звільнений.

## Нагороди
- Залізний хрест 2-го класу (9 вересня 1914)
- Медаль «За відвагу» (Гессен) (5 квітня 1915)
- Залізний хрест 1-го класу (16 вересня 1915)
- Орден «За заслуги» (Баварія) 4-го класу з мечами (29 квітня 1917)
- Військова медаль (Османська імперія) (5 вересня 1917)
- Хрест «За військові заслуги» (Австро-Угорщина) 3-го класу з військовою відзнакою (14 квітня 1918)
- Ганзейський Хрест (Гамбург) (17 квітня 1918)
- Нагрудний знак «За поранення» в чорному (30 травня 1918)
- Хрест «За військові заслуги» (Ліппе) (17 вересня 1918)
- Почесний військовий хрест за героїчний вчинок (5 листопада 1918)
- Князівський орден дому Гогенцоллернів, почесний командорський хрест (30 серпня 1934)
- Почесний хрест ветерана війни з мечами (19 лютого 1935)
- Хрест Заслуг Білої гвардії (Фінляндія) (24 вересня 1936)
- Медаль «За вислугу років у Вермахті» 4-го, 3-го, 2-го і 1-го класу (25 років)
- Медаль «У пам'ять 13 березня 1938 року»
- Медаль «У пам'ять 1 жовтня 1938» із застібкою «Празький град»
- Застібка до Залізного хреста
  - 2-го класу (20 травня 1940)
  - 1-го класу (6 червня 1940)
- Лицарський хрест Залізного хреста (29 вересня 1940)
- Німецький хрест в золоті (15 липня 1942)
- Медаль «За зимову кампанію на Сході 1941/42» (20 липня 1942)